# Induzione elettrica
In fisica, l'induzione elettrica, anche detta spostamento elettrico, è un campo vettoriale utilizzato in elettromagnetismo per descrivere la polarizzazione elettrica di un materiale dielettrico in seguito all'applicazione di un campo elettrico. Si tratta di una generalizzazione del campo elettrico utilizzata nelle equazioni di Maxwell per descrivere l'effetto delle cariche di polarizzazione sulla configurazione spaziale e temporale del campo elettromagnetico.

## Definizione
L'induzione elettrica è definita come il vettore {\displaystyle \mathbf {D} } tale che:
{\displaystyle \mathbf {D} =\varepsilon _{0}\mathbf {E} +\mathbf {P} }
dove {\displaystyle \varepsilon _{0}} è la costante dielettrica del vuoto, {\displaystyle \mathbf {E} } il campo elettrico e {\displaystyle \mathbf {P} } il vettore di polarizzazione elettrica che si genera nel materiale.
Nel Sistema internazionale di unità di misura il vettore induzione elettrica è misurato in coulomb su metro quadro.

## Polarizzazione nei materiali
L'effetto della polarizzazione elettrica può essere descritto riconducendo la polarizzazione dei dipoli microscopici ad una grandezza vettoriale macroscopica, che descriva il comportamento globale del materiale soggetto alla presenza di un campo elettrico esterno. Il vettore intensità di polarizzazione, anche detto vettore di polarizzazione elettrica e indicato con {\displaystyle \mathbf {P} }, è il dipolo elettrico per unità di volume posseduto dal materiale, definito come la media del valore medio del momento elettrico proprio {\displaystyle \mathbf {p} } di {\displaystyle N} particelle contenute in un volume infinitesimo {\displaystyle \operatorname {d} V}, è espresso dalla relazione:
{\displaystyle \mathbf {P} =\lim _{\Delta V\to 0}{\frac {\Delta N}{\Delta V}}\langle \mathbf {p} \rangle =\lim _{\Delta V\to 0}{\frac {\sum _{i=1}^{\Delta N}{\mathbf {p} _{i}}}{\Delta V}}}
Nella definizione il limite vale per un volume che contenga un numero significativo di atomi tale da poterne calcolare una proprietà media.

La polarizzazione nei dielettrici è descritta da una certa densità di carica di polarizzazione superficiale {\displaystyle \sigma _{p}} e volumica {\displaystyle \rho _{p}} legata al vettore di polarizzazione elettrica da:
{\displaystyle \sigma _{p}=\mathbf {P} \cdot \mathbf {n} \qquad \rho _{p}=-\operatorname {div} \mathbf {P} =-\mathbf {\nabla } \cdot \mathbf {P} }
laddove {\displaystyle \mathbf {n} } è il versore normale alla superficie considerata, con verso uscente dal dielettrico.
La polarizzazione del materiale si manifesta quindi attraverso la modifica della distribuzione di carica associata agli atomi e le molecole che compongono il materiale stesso, la quale modifica il campo elettrico presente all'interno del materiale.

Introducendo la densità di carica di polarizzazione {\displaystyle \rho _{p}}, la prima delle equazioni di Maxwell, che esprime la forma locale del teorema del flusso per il campo elettrico, diventa:
{\displaystyle \nabla \cdot \mathbf {E} ={\frac {1}{\varepsilon _{0}}}(\rho _{f}+\rho _{p})={\frac {1}{\varepsilon _{0}}}(\rho _{f}-\nabla \cdot \mathbf {P} )}
dove {\displaystyle \rho _{f}} è la densità di cariche libere e nel secondo passaggio si è utilizzata la relazione tra la densità volumica di carica di polarizzazione ed il vettore di polarizzazione. Si ha quindi:
{\displaystyle \nabla \cdot (\varepsilon _{0}\mathbf {E} +\mathbf {P} )=\rho _{f}}.
L'argomento dell'operatore differenziale è il vettore induzione elettrica, definito come:
{\displaystyle \mathbf {D} =\varepsilon _{0}\mathbf {E} +\mathbf {P} }
E la prima equazione di Maxwell assume la forma:
{\displaystyle \nabla \cdot \mathbf {D} =\rho -\rho _{p}=\rho _{f}}
Definirne la divergenza in ogni punto non è sufficiente a fissare completamente il vettore {\displaystyle \mathbf {D} }, il quale non dipende solo dalle cariche libere ma dalla natura e geometria del dielettrico, infatti calcolandone il rotore si ottiene:
{\displaystyle \nabla \times \mathbf {D} =\nabla \times \left(\varepsilon _{0}\mathbf {E} +\mathbf {P} \right)=\varepsilon _{0}\nabla \times \mathbf {E} +\nabla \times \mathbf {P} }
In elettrostatica {\displaystyle \nabla \times \mathbf {E} =0} che implica l'uguaglianza tra il rotore dell'induzione elettrica e della polarizzazione:
{\displaystyle \nabla \times \mathbf {D} =\nabla \times \mathbf {P} }
In generale è sbagliato pensare che {\displaystyle D} dipenda solo dalla carica libera, se fosse così un dielettrico neutro non potrebbe influenzare il campo elettrico nelle sue vicinanze. In realtà il campo elettrico viene tanto più curvato verso la normale alla superficie del dielettrico quanto più la sua permittività elettrica {\displaystyle \varepsilon _{r}} è grande, fino a che per {\displaystyle \varepsilon _{r}\rightarrow \infty } il comportamento assomiglia a quello di un conduttore.
La maggior parte dei materiali isolanti può essere trattata come un dielettrico lineare omogeneo ed isotropo, questo significa che tra il dipolo indotto nel materiale ed il campo elettrico esterno sussiste una relazione lineare. Si tratta di un'approssimazione di largo utilizzo, ed in tal caso i campi {\displaystyle \mathbf {E} } e {\displaystyle \mathbf {D} } sono equivalenti a meno di un fattore di scala:
{\displaystyle \mathbf {D} =\varepsilon _{r}\varepsilon _{0}\mathbf {E} }
e di conseguenza:
{\displaystyle \mathbf {P} =(\varepsilon _{r}-1)\varepsilon _{0}\mathbf {E} =\varepsilon _{0}\chi \mathbf {E} ,}
La grandezza {\displaystyle \varepsilon _{r}} è la permittività elettrica relativa, e dipende dalle caratteristiche microscopiche del materiale, mentre {\displaystyle \chi } è detta suscettività elettrica.
La permittività elettrica può essere misurata empiricamente e, a partire dagli anni settanta, viene calcolata anche con l'ausilio dei calcolatori elettronici. Se il materiale non è omogeneo, lineare ed isotropo, allora {\displaystyle \varepsilon } dipende da fattori come la posizione all'interno del mezzo, la temperatura o la frequenza del campo applicato. In particolare, se il materiale è omogeneo e anisotropo la costante dielettrica diventa una matrice, se non è omogeneo i coefficienti della matrice sono una funzione della posizione, e se non è lineare la costante dielettrica dipende dal campo elettrico, ed in generale anche dal tempo.
Nel dominio delle frequenze, per un mezzo lineare e indipendente dal tempo sussiste la relazione:
{\displaystyle \mathbf {D(\nu )} =\varepsilon (\nu )\mathbf {E} (\nu )}
dove {\displaystyle \nu } è la frequenza del campo. Il vettore di polarizzazione per un mezzo non lineare, né omogeneo, né isotropo, dipende a sua volta dal campo attraverso il tensore di polarizzazione.

## Equazioni di Maxwell
Inserendo il vettore di induzione elettrica nelle equazioni di Maxwell nei materiali, considerando il caso in cui il dielettrico sia perfetto e isotropo e ponendo che anche per il campo magnetico nei materiali sussista una relazione di linearità, si ha:
{\displaystyle \nabla \cdot \mathbf {D} =\rho }
{\displaystyle \nabla \cdot \mathbf {B} =0}
{\displaystyle \nabla \times \mathbf {\mathbf {E} } =-{\frac {\partial \mathbf {B} }{\partial t}}}
{\displaystyle \nabla \times \mathbf {\mathbf {H} } =\mathbf {J} +{\frac {\partial \mathbf {D} }{\partial t}}}
dove {\displaystyle \mathbf {H} } è il campo magnetico nei materiali, e costituisce l'analogo del vettore induzione elettrica per la polarizzazione magnetica.

## Dispersione e causalità
In un dielettrico perfetto per descrivere la formazione di un dipolo elettrico si assume che le cariche {\displaystyle e}, costituite da elettroni o ioni di massa {\displaystyle m}, siano legate agli atomi attraverso una forza {\displaystyle \mathbf {F} } di tipo armonico con frequenza di oscillazione {\displaystyle \omega _{0}} attorno al punto di equilibrio. Se si considera, invece, un dielettrico non ideale ed un campo elettrico {\displaystyle \mathbf {E} (\mathbf {x} ,t)} oscillante, cioè dipendente dal tempo per mezzo di un fattore {\displaystyle e^{i\omega t}}, l'equazione del moto per le cariche deve essere modificata in modo da tenere conto degli effetti di smorzamento, che sono in genere proporzionali alla velocità per mezzo di una costante di smorzamento {\displaystyle \gamma }. L'equazione del moto risulta avere la forma:
{\displaystyle m[{\ddot {\mathbf {x} }}+\gamma {\dot {\mathbf {x} }}+\omega _{0}^{2}\mathbf {x} ]=-e\mathbf {E} (\mathbf {x} ,t)}
Grazie alla dipendenza {\displaystyle e^{i\omega t}} del campo si può porre {\displaystyle \mathbf {x} =\mathbf {x} _{0}e^{i\omega t}}. Inserendo le derivate di {\displaystyle \mathbf {x} } nell'equazione del moto si ottiene:
{\displaystyle \mathbf {x} ={\frac {e}{m(\omega _{0}^{2}-\omega ^{2}-i\omega \gamma )}}\mathbf {E} \qquad \mathbf {p} =-e\mathbf {x} }
La polarizzazione di un materiale in risposta ad un campo elettrico, inoltre, non è in generale istantanea. Il fatto che la permittività elettrica dipenda dalla frequenza implica infatti che la relazione tra i campi {\displaystyle \mathbf {E} } e {\displaystyle \mathbf {D} }, data da:
{\displaystyle \mathbf {D} (\mathbf {x} ,\omega )=\varepsilon (\omega )\mathbf {E} (\mathbf {x} ,\omega )}
è temporalmente non-locale. Considerando la rappresentazione per mezzo della trasformata di Fourier:
{\displaystyle \mathbf {D} (\mathbf {x} ,t)={\frac {1}{\sqrt {2\pi }}}\int _{-\infty }^{\infty }\mathbf {D} (\mathbf {x} ,\omega )e^{-i\omega t}d\omega \qquad \mathbf {D} (\mathbf {x} ,\omega )={\frac {1}{\sqrt {2\pi }}}\int _{-\infty }^{\infty }\mathbf {D} (\mathbf {x} ,t')e^{i\omega t'}dt'}
ed inserendola nella precedente relazione insieme all'analoga rappresentazione di Fourier per {\displaystyle \mathbf {E} } si ottiene, ponendo che si possa invertire l'ordine di integrazione:
{\displaystyle \mathbf {D} (\mathbf {x} ,t)=\varepsilon _{0}\left[\mathbf {E} (\mathbf {x} ,t)+\int _{-\infty }^{\infty }\chi (t')\mathbf {E} (\mathbf {x} ,t-t')dt'\right]}
dove {\displaystyle \chi (t')} è la trasformata di Fourier di {\displaystyle \chi (\omega )}:
{\displaystyle \chi (t')={\frac {1}{2\pi }}\int _{-\infty }^{\infty }\chi (\omega )e^{-i\omega t'}d\omega ={\frac {1}{2\pi }}\int _{-\infty }^{\infty }\left({\frac {\varepsilon (\omega )}{\varepsilon _{0}}}-1\right)e^{-i\omega t'}d\omega }
I campi {\displaystyle \mathbf {D} } ed {\displaystyle \mathbf {E} } sono dunque funzione di {\displaystyle t} in due tempi diversi, in quanto il campo che si manifesta nel materiale al tempo {\displaystyle t} in seguito alla polarizzazione atomica e molecolare dipende dal campo esterno {\displaystyle \mathbf {E} } ad un diverso istante temporale.
Si consideri un modello per la permittività elettrica in cui vi sia una sola frequenza di risonanza. In tale contesto si ha:
{\displaystyle {\frac {\varepsilon (\omega )}{\varepsilon _{0}}}=1+\chi _{e}=1+{\frac {\omega _{p}^{2}}{\omega _{0}^{2}-\omega ^{2}-i\omega _{j}\gamma }}}
La trasformata della suscettività elettrica assume in tal caso la forma:
{\displaystyle \chi (t')={\frac {\omega _{p}^{2}}{2\pi }}\int _{-\infty }^{\infty }{\frac {e^{-i\omega t'}}{\omega _{0}^{2}-\omega ^{2}-i\omega _{j}\gamma }}d\omega =\omega _{p}^{2}e^{-{\frac {\gamma t'}{2}}}{\frac {\sin(\nu _{0}t')}{\nu _{0}}}\theta (t')\qquad \nu _{0}^{2}=\omega _{0}^{2}-{\frac {\gamma ^{2}}{4}}}
dove {\displaystyle \theta (t')} è la funzione gradino. La funzione {\displaystyle \chi (t')} oscilla con uno smorzamento dato dal termine esponenziale, in cui compare la costante di smorzamento della forza armonica che agisce sulle cariche. La presenza della funzione gradino garantisce il rispetto del principio di causalità, poiché annulla {\displaystyle \chi (t')} per tempi negativi. Si giunge in questo modo all'espressione più generale che lega i campi {\displaystyle \mathbf {D} } ed {\displaystyle \mathbf {E} } in un mezzo uniforme ed isotropo:
{\displaystyle \mathbf {D} (\mathbf {x} ,t)=\varepsilon _{0}\left[\mathbf {E} (\mathbf {x} ,t)+\int _{0}^{\infty }\chi (t')\mathbf {E} (\mathbf {x} ,t-t')dt'\right]}
dove l'integrazione avviene a partire da {\displaystyle t'=0}. Si tratta di una relazione causale, spazialmente locale e lineare.